# Dahegam
Dahegam é uma cidade e um município no distrito de Gandhinagar, no estado indiano de Gujarat.

## Geografia
Dahegam está localizada a 23° 10′ N, 72° 49′ L. Tem uma altitude média de 73 metros (239 pés).

## Demografia
Segundo o censo de 2001, Dahegam tinha uma população de 38 083 habitantes. Os indivíduos do sexo masculino constituem 52% da população e os do sexo feminino 48%. Dahegam tem uma taxa de literacia de 65%, superior à média nacional de 59,5%: a literacia no sexo masculino é de 73% e no sexo feminino é de 58%. Em Dahegam, 14% da população está abaixo dos 6 anos de idade.